# Trắc
Trắc hay còn gọi cẩm lai nam bộ (danh pháp khoa học: Dalbergia cochinchinensis) là loài thực vật thuộc họ Đậu được Pierre mô tả khoa học lần đầu tiên năm 1898. Trong danh pháp hai phần thì tính từ -cochinchinensis là chỉ xuất xứ Nam Kỳ của xứ Đông Dương thuộc Pháp cũ.

## Hình thái
Cây gỗ lớn, cao 25 mét, đường kính có thể tới 1m, gốc thường có bạnh vè. Vỏ nhẵn, màu xám nâu, nhiều xơ, vết đẽo dày màu vàng nhạt sau đỏ nâu. Cành nhiều, cành non mảnh nhẵn, lốm đốm nốt sần. Lá kép lông chim 1 lần mọc cách, dài 15–20 cm. Cuống lá dài 10–17 cm mang 7-9 lá chét. Lá chét hình trái xoan đầu nhọn dần, có mũi lồi ngắn. Hoa tự hình chùm hoặc xim viên chùy ở nách lá, các lá bắc sớm rụng. Hoa lưỡng tính, không đều; đài hợp gốc, đỉnh xẻ 5 thùy, tràng hoa màu trắng. Nhị có cong thức 9+1. Quả đậu mỏng, dài 5–6 cm, rộng 1 cm, mang 1-2 hạt màu nâu, hạt nổi gồ ở quả.

## Sinh thái
Cây trắc phát triển tương đối chậm. Lúc nhỏ thì chịu bóng, lớn lên ưa sáng. Cây mọc rải rác trong rừng, thường xanh hoặc nửa rụng lá. Cây trắc mọc ở những nơi có độ cao tuyệt đối không quá 500m. Vào mùa khô, trắc rụng lá nhưng dễ nảy chồi mới.

## Phân bổ
Loài cây này được tìm thấy tại Campuchia, Lào, Thái Lan, và Việt Nam.
Ở Việt Nam, cây mọc rải rác ở Quảng Nam (Hiên, Giằng, Phước Sơn), Quảng Bình, Quảng Trị, Thừa Thiên-Huế trở vào Nam, nhiều nhất ở Kon Tum (Đắc Tô, Sa Thầy).

## Sử dụng
Có giá trị trong nghiên cứu bảo tồn gen. Lấy gỗ.